# Zálepy
Zálepy jsou vesnice v okrese Praha-západ, je součástí obce Dolní Břežany. Nachází se asi 2,9 km na jihozápad od Dolních Břežan, v katastrálním území Lhota u Dolních Břežan o výměře 5,60 km².. V roce 2011 zde žilo 184 obyvatel.
Je zde evidováno 292 adres. Dominantní zástavbou v západní části jsou menší domky rekreačního typu, ve východní části moderní rodinné domy.